# Маренде, Кеннет
Кеннет Отиато Маренде (родился 7 января 1956 г.) — спикер Национального собрания парламента Кении 10-го созыва (избран 15 января 2008 года). До своего избрания на пост спикера Маренде был депутатом округа Эмухайя с 2002 по 2007 год.

## Ранние годы
Учился в одной из старейших школ Кении Масено.

## Выборы на пост спикера парламента
В первом туре голосования, Маренде, кандидат от Оранжевого демократического движения (ОДД) на должность спикера, получил 104 голоса, а кандидат от правительства Фрэнсис оле Капаро получил 99 голосов, во втором туре Маренде получил 104 голоса, а Капаро получил 102. Поскольку для победы требовалось преимущество в две трети голосов в первых двух турах, потребовался третий тур с любым, даже незначительным перевесом, и Маренде был избран в третьем туре с 105 голосами против 101 у Капаро.
Он был избран на свой первый срок в качестве депутата округа Эмухайя на партийных выборах 2002 года. Он сохранил своё место в выборах 2007 года, но его избрание на пост спикера означало, что его место оставалось вакантным, требуя предварительных выборов в данном избирательном округе. В предварительных выборах, проведенных в июне 2008 года победу одержал Уилбер Отичило из ОДД.
В 9-м парламенте он выделился своей поддержкой поправки к Законопроекту о сексуальных извращениях, исключающей из числа уголовно-наказуемых изнасилование в браке. Он произнес известную цитату в зале парламента, сказав «кенийцы имеют право иметь половые отношения со своими партнерами даже в тот момент, когда те спят, до тех пор пока они состоят в браке».
В апреле 2009 года на очередной сессии парламента он был вынужден принять трудное решение о том, кто возьмет бразды государственного управления из-за возникшей тупиковой ситуацией в отношениях президента и премьер-министра. В своем историческом решении, он временно назначил себя, согласно регламенту парламента, Председателем Комитета по составлению повестки дня парламента до разрешения тупиковой ситуации.
В 2011 году Маренде получил звание посла мира от Федерации за всеобщий мир за миротворчество.